# Détér
Détér (szlovákul Gemerské Dechtáre) község Szlovákiában, a Besztercebányai kerület Rimaszombati járásában.

## Fekvése
Rimaszombattól 15 km-re, délre fekszik.

## Története
Détér egyike a környék legrégibb településeinek. Nevét már 1244-ben említették egy adománylevélben colonia Dettarum  néven. 1246-ban "Deltar" ésőbb, 1427-ben Dehcher, Dether, 1489-ben Dyther alakban szerepelt. Kezdetben a Rátold család birtoka, később több nemes családé, köztük a Jankovich, palóczi Horváth, Putnoky és a Sarlay családnak volt itt nagyobb birtoka.  
A sorozatos török támadások és járványok következtében lakossága 1710-re kipusztult. 1715-ben mindössze egy család lakta. 1828-ban 75 házában 573 lakos élt, akik főként mezőgazdasággal foglalkoztak.
Vályi András szerint: "DÉTÉR. Magyar falu Gömör Vármegyében, birtokosai Báró Vécsey, Palótzi, Horvát, és Borbás Urak, lakosai katolikusok, fekszik Gesztetének szomszédságában, mellynek filiája, Serkétöl mintegy fél mértföldnyire, határja ugyan hegyes, de meglehetős termékenységű, malma helyben, és más javai is vagynak, piatza Rimaszombatban, tulajdonságaira nézve Darnyához majd hasonló, második Osztálybéli."
Fényes Elek szerint: "Detér, Gömör v. magyar falu, Rimaszombathoz délre két mfdnyire: 522 kath., 132 ref. lak., hegyes de termékeny határral. F. u. többen."
Gömör-Kishont vármegye monográfiája szerint: "Détér, a feledi vasútvonal közelében fekvő magyar kisközség, 120 házzal és 534 róm. kath. vallású lakossal. Egyike a vármegye legrégebben megült helyeinek. Egy 1244-ből való adománylevélben colonia Dettarum alakban szerepel. 1427-ben Dether, 1489-ben Dyther néven találjuk említve. Középkori birtokosait nem ismerjük, későbbi birtokosai pedig a Jankovich és a palóczi Horváth családok voltak, most pedig Putnoky Mórnénak és Sarlay Pálnak van itt nagyobb birtoka. A községben csak kápolna van, mely 1880-ban épült. Postája Gömörsimonyi, távírója és vasuti állomása Feled. Ide tartoznak Szénág, Vizálló és Szalonkás puszták."
A trianoni békeszerződésig Gömör-Kishont vármegye Feledi járásához tartozott. A község 1938 és 1945 között újra Magyarország része.
Termelőszövetkezetét 1957-ben alapították.

## Népessége
| Év:            | 1994. | 2004.   | 2014.   | 2024.   |
| -------------- | ----- | ------- | ------- | ------- |
| Emberek száma: | 488   | 448     | 442     | 413     |
| Eltérés:       |       | -8,19 % | -1,33 % | -6,56 % |

| Év:            | 2023. | 2024.   |
| -------------- | ----- | ------- |
| Emberek száma: | 417   | 413     |
| Eltérés:       |       | -0,95 % |

1910-ben 553-an, túlnyomórészt magyarok lakták.
2001-ben 467 lakosából 452 magyar.
2011-ben 451 lakosából 386 magyar és 34 szlovák.

## Nevezetességei
- A Hétfájdalmú Szűzanya tiszteletére szentelt, római katolikus temploma búcsújáróhely.
- Szent Istvánnak szentelt kápolnája 1880-ban épült klasszicista stílusban.
- Evangélikus haranglába a 19. század közepén épült.

## Képek

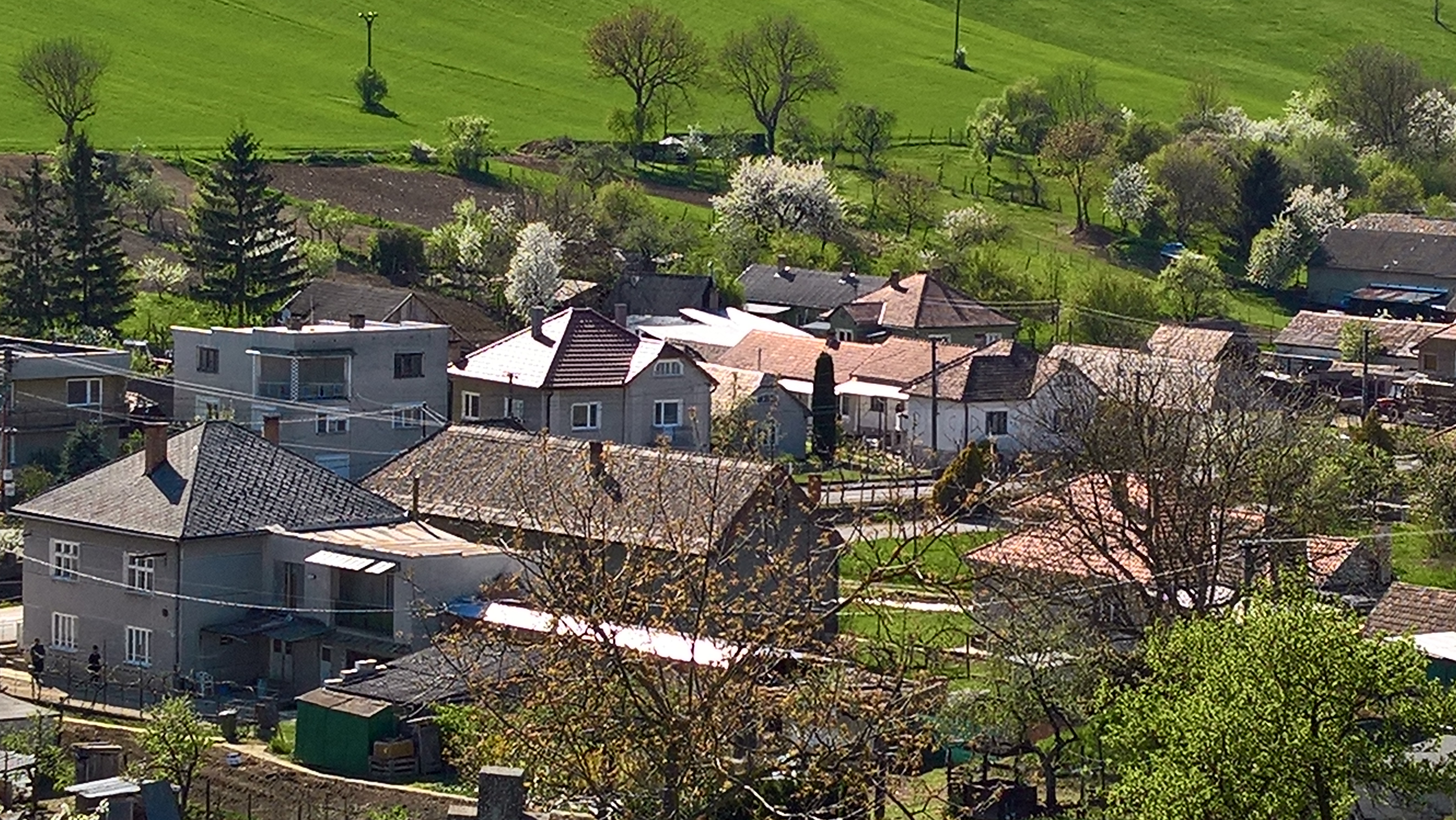
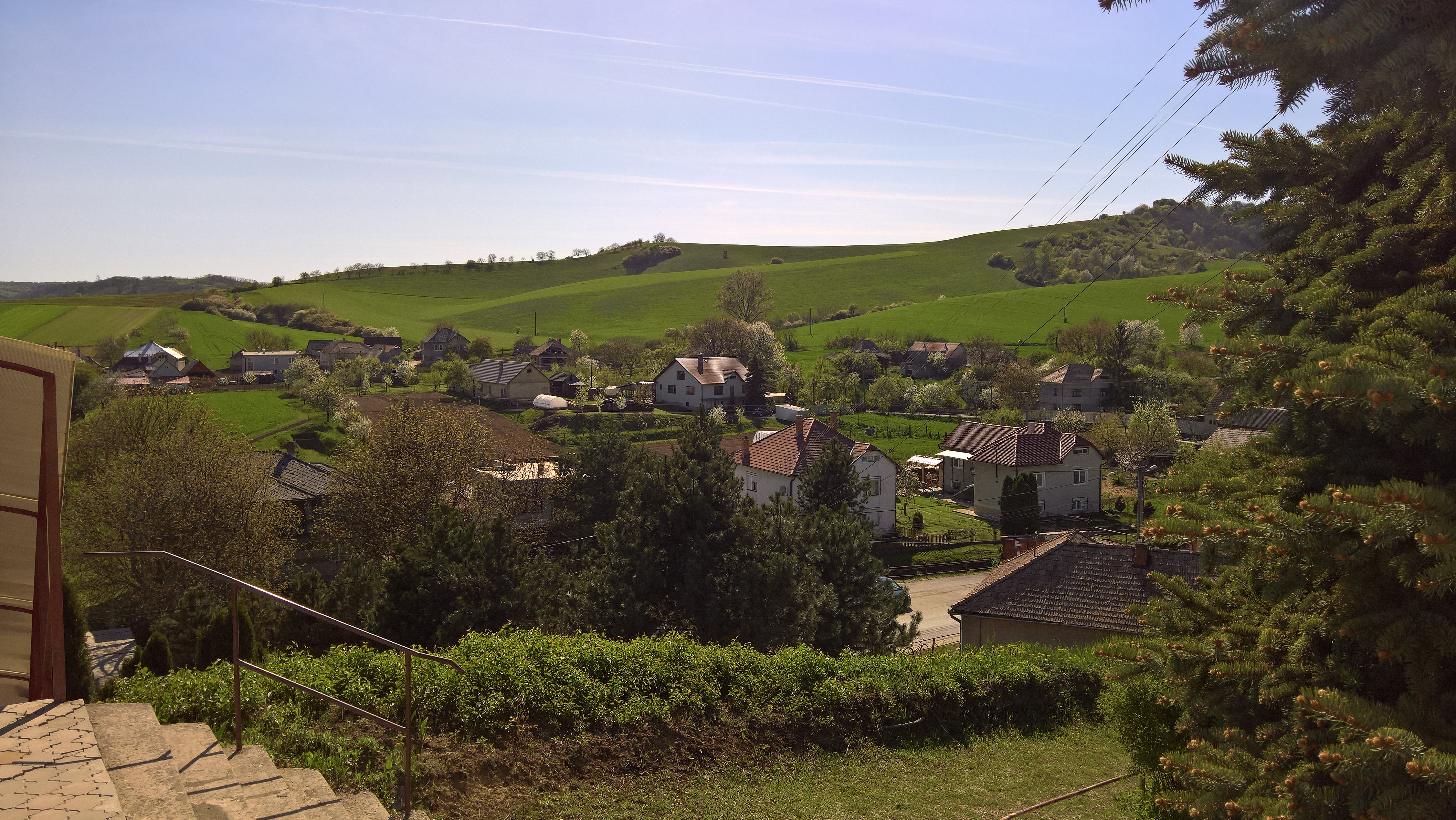
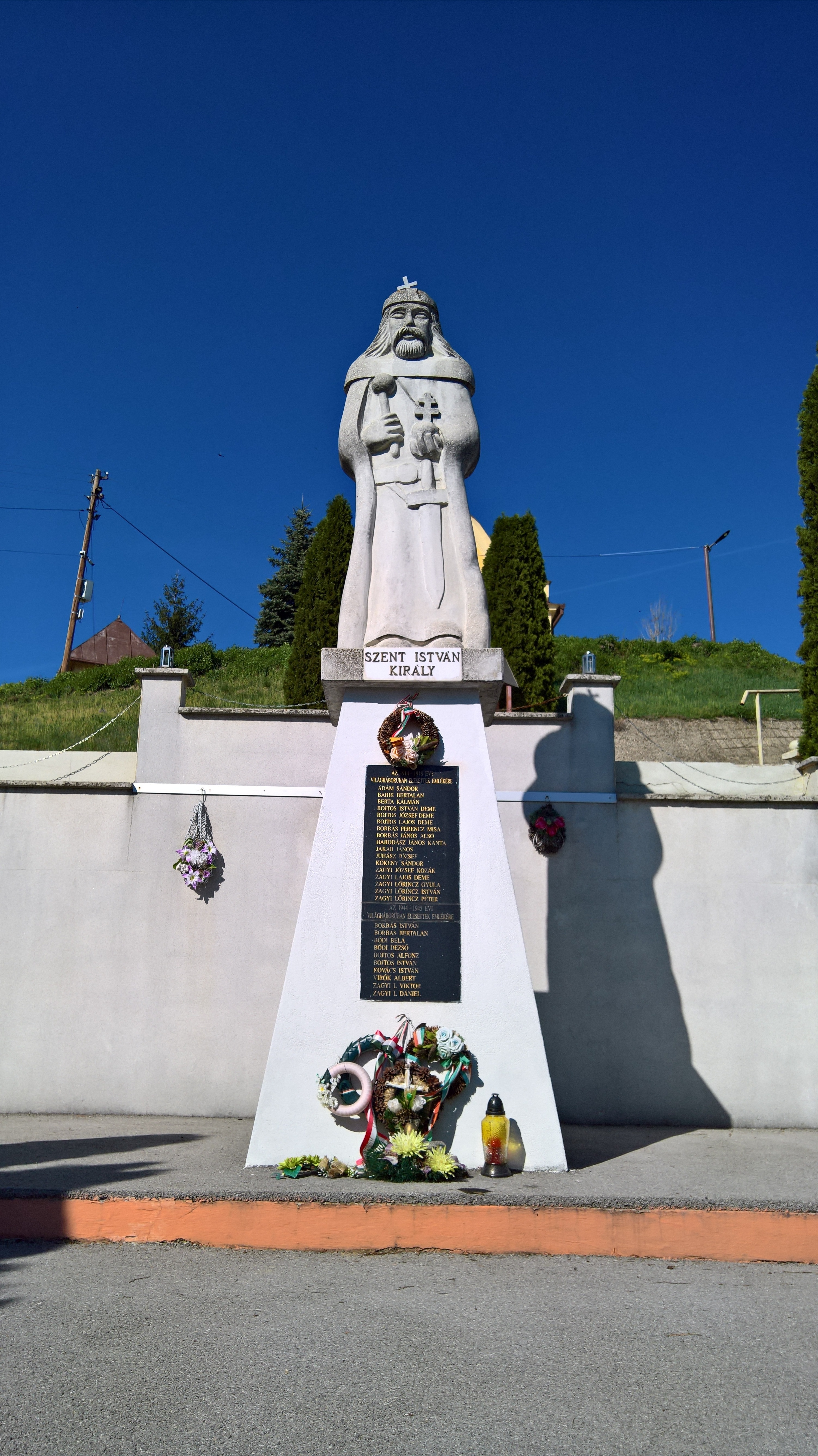
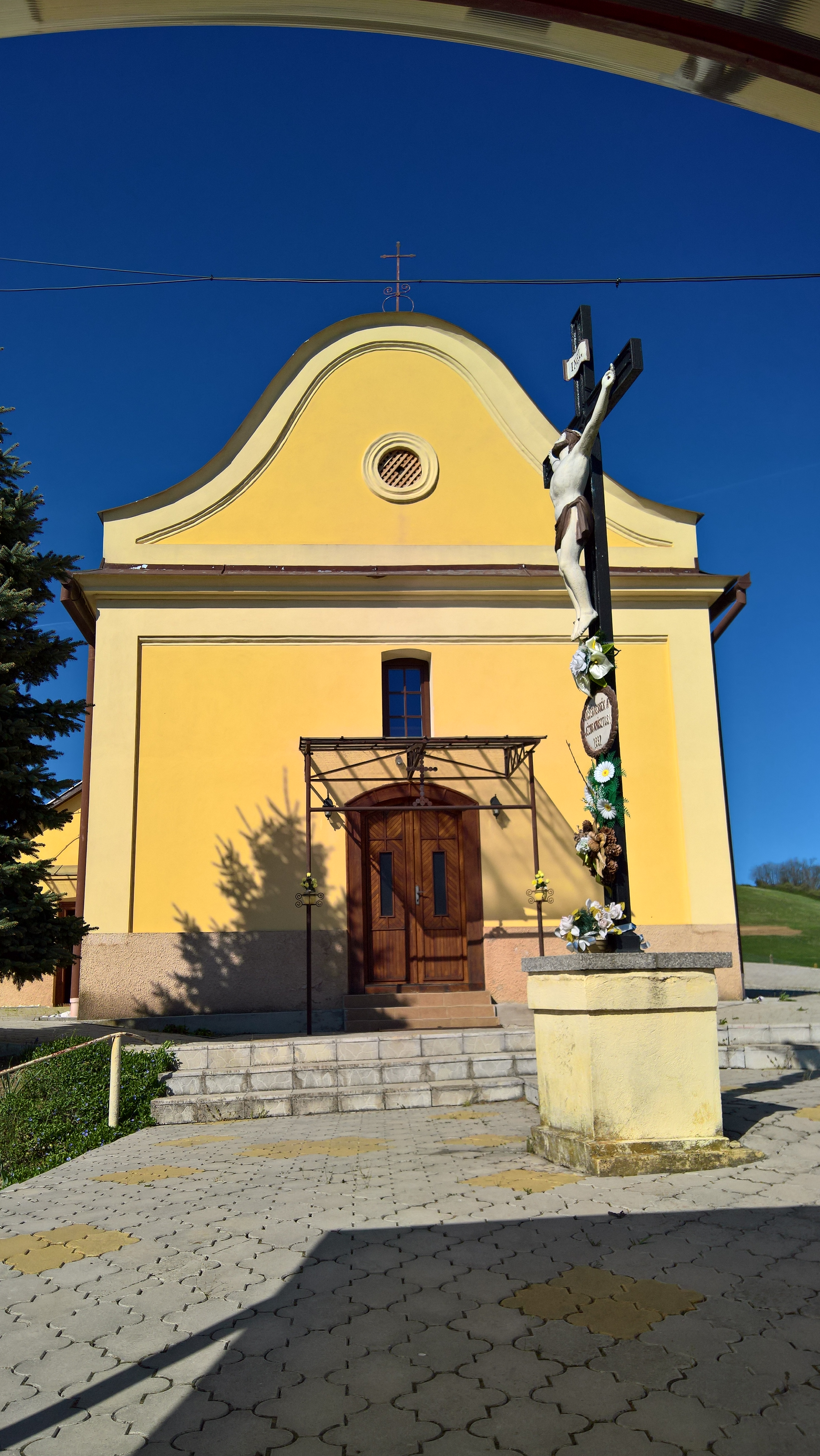